# Lady Quark
Lady Quark est une super-héroïne de l'univers de fiction de DC Comics. Ce personnage a été créé par Marv Wolfman & George Pérez dans Crisis on Infinite Earths #4 en juillet 1985.

## Biographie
Lady Quark vient de Terre-VI, une terre parallèle différente des autres car il n'y existait que quelques super-héros (notamment Lord Volt, Lady Quark et leur fille, la princesse Fern), et les habitants de cette terre n'étaient pas les doubles de ceux des autres terres. Sauvée par Pariah, Lady Quark assista à l'anéantissement de sa famille et de son monde par le mur d'antimatière, dans Crisis on Infinite Earths #4.